# Техносексуал
Техносексуал - це особа, яка:
1. має сильне естетичне почуття та любов до гаджетів. У цьому сенсі слово є контамінація з техно- і метросексуальністю. Цей термін вперше був використаний Рікі Монталво [1] «самозакоханий денді, закоханий не лише в себе, а й в його міське життя і гаджети, гетеросексуальний чоловік, який має контакт зі своєю жіночою стороною, але любить електроніку, таку як мобільні телефони, КПК, комп’ютери, програмне забезпечення та Інтернет". [2]
2. має сексуальний потяг до техніки, як у випадку з фетишизмом до роботів. Вживаний таким чином термін є складним словом, що поєднує " техно-" та "-сексуальний". [3] Відповідно з цим визначенням термін, андроїд Альфонс Джо, якого грає Джуд Лоу в науково-фантастичному фільмі Штучний розум (2001) став знаковим «техносекс-символом». [4]

Як і у випадку з метросексуалом, компанії намагалися просувати концепцію техносексуалів, щоб продавати продукцію. У 2005 році Келвін Кляйн створив торгову марку під поняття "техносексуал". 